# میمیزوکا

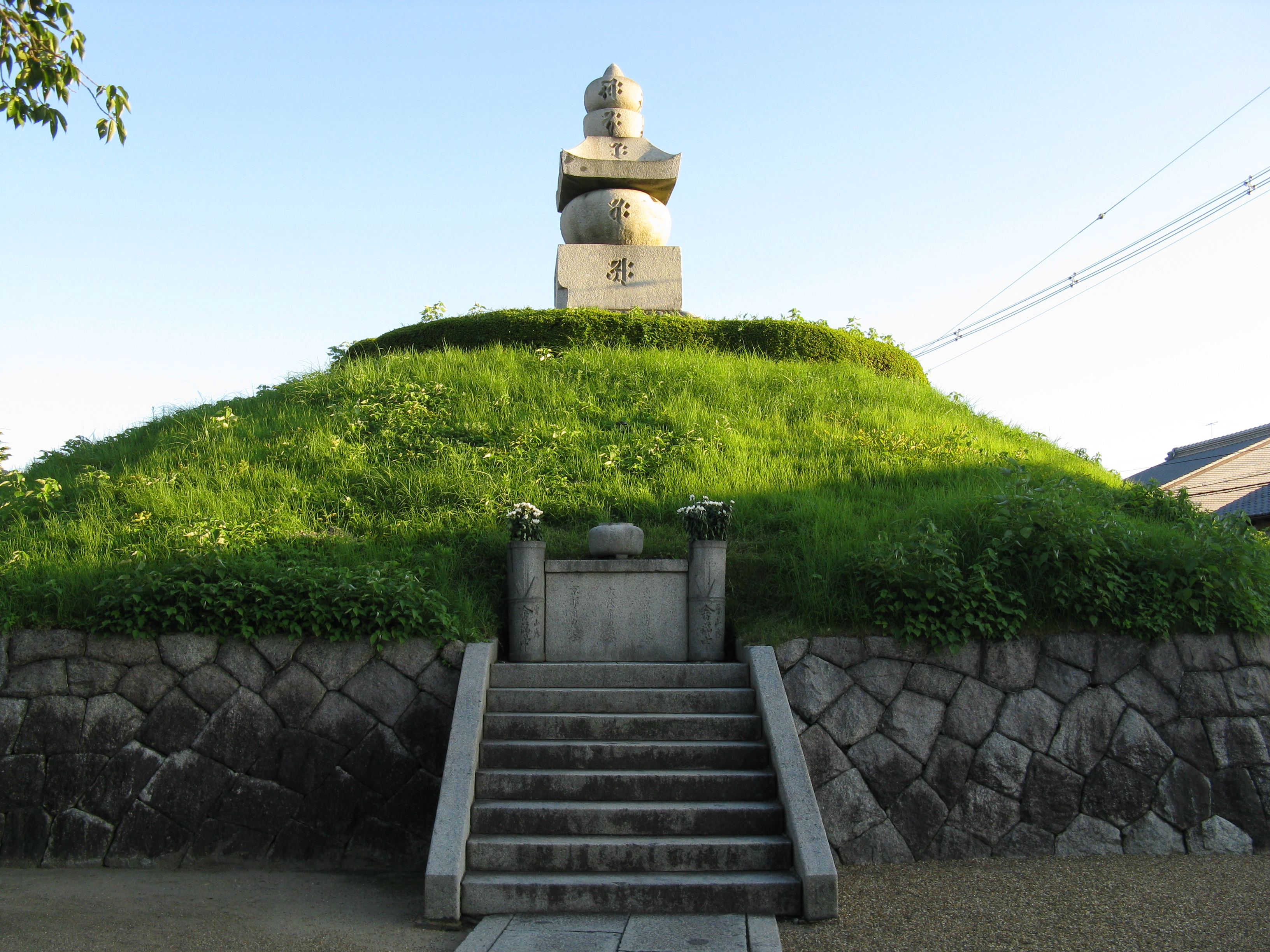

میمیزوکا (به ژاپنی: 耳塚 Mimizuka)، به معنی تپه گوش، یا آرامگاه گوش که قبلاً هانازوکا (به ژاپنی: 鼻塚 Hanazuka) به معنی تپه بینی، یا آرامگاه بینی خوانده می‌شده‌است یک بنای تاریخی در کیوتو، ژاپن است که به گوش‌ها و بینی‌های بریده شده سربازان کشته شده و غیرنظامیان کره (کشور) و همان‌طور سربازان دودمان مینگ اختصاص داده شده‌است. این اعضای بریده شده یادگاری پیروزی جنگی بودند که در طی تهاجم ژاپن به  کره (۱۵۹۸–۱۵۹۲) به ژاپن آورده شده‌اند. در این اثر تاریخی، گوش و بینی‌های دستکم ۳۸۰۰۰ کره‌ای که در اثر تهاجم تویوتومی هیده‌یوشی کشته شده‌اند، قرار دارد و دقیقاً در غرب معبد تویوکونی (کیوتو) که به افتخار هیده‌یوشی در کیوتو ساخته شده، واقع شده است.